# Pieter Egriega
Peter John Sadler, conocido con el nombre artístico de Pieter Egriega (Stockport, Cheshire, 19 de febrero de 1958) es un músico inglés de estilo alternativo. Destacó inicialmente con el sobrenombre de Arthur Kadmon al ser parte de la escena musical punk y post-punk de Mánchester, como guitarrista de diferentes bandas de culto, a finales de la década de 1970 e inicios de la de 1980.
En 1978, formó parte de la banda post-punk Manicured Noise, integrada por Stephanie Nuttal, futura baterista de la banda after punk argentina Sumo, aunque por corto tiempo. De ahí, ese mismo año, forma la también banda post-punk Ludus, junto a la diseñadora de portadas de discos Linder Sterling. En 1980, tras dejar Ludus, se integra a la banda The Distractions, con la cual lanza un EP en 1981, año en que este grupo se separa. Después de la disolución de The Distractions, Kadmon se une en 1982 a The Fall, pero por corto tiempo, grabando solo la canción "Hard Life in Country", para el álbum de este grupo Room To Live, de ese mismo año. Posteriormente, forma con su ex-compañera en The Distractions, Debbie Shure, las bandas The Glee Company y Kiss Kiss Bang Bang, lanzando con este último grupo el single High Heels, en 1987.
Desilusionado de la música, se mantiene retirado de esta actividad durante la década de 1990, dedicándose a ser director de contratos para una compañía de publicidad.
En 2010, Peter Sadler regresa a la actividad musical, aunque esta vez con el nombre de Pieter Egriega, y exponiendo una música ya influenciada por otros géneros musicales, como el tango. En 2013, sufre una hemorragia cerebral, perdiendo el movimiento de su brazo derecho y pierna derecha y manteniéndose hospitalizado por un mes, recuperándose con el tiempo, y recibiendo en 2014 el Creative Arts Award por parte de la UK Stroke Association.